# Esterzili
Esterzili (sardinsky: Istersìli, Stersìli) je italská obec (comune) v provincii Sud Sardegna v regionu Sardinie. Nachází se ve výšce 731 metrů nad mořem a má 563 obyvatel. Rozloha obce je 100,74 km².